# Грбови рејона Курганске области
Грбови рејона Курганске области обухвата галерију грбова административних јединица руске области — Курганске области, са статусом градских округа и рејона, те њихове историјске грбове (уколико их има).
Већина грбова настала је након успостављања Руске Федерације и Курганске области, као њеног саставног субјекта.

## Грбови округа и рејона
- 1 — Грб рејона 
 Аљмењевски
- 2 — Грб рејона 
 Белозерски
- 3 — Грб рејона 
 Варгашински
- 4 — Грб рејона 
 Далматовски
- 5 — Грб рејона 
 Звериноголовски
- 6 — Грб рејона 
 Каргапољски
- 7 — Грб рејона 
 Катајски
- 8 — Грб рејона 
 Кетовски
- 9 — Грб рејона 
 Куртамишски
- 10 — Грб рејона 
 Љебјажјевски
- 11 — Грб рејона 
 Макушински
- 12 — Грб рејона 
 Мишкинског
- 13 — Грб рејона 
 Мокроусовски
- 14 — Грб рејона 
 Пјетуховски
- 15 — Грб рејона 
 Половински
- 16 — Грб рејона 
 Притобољни
- 17 — Грб рејона 
 Сафакуљевски
- 18 — Грб рејона 
 Целин
- 19 — Грб рејона 
 Частоозерски
- 20 — Грб рејона 
 Шадрински
- 21 — Грб рејона 
 Шатровски
- 22 — Грб рејона 
 Шумихински
- 23 — Грб рејона 
 Шчучански
- 24 — Грб рејона 
 Јургамишки